# مخاطر السوق
مخاطر السوق هي: مخاطرلقيمة محفظة ما، اما محفظة استثمارية أو محفظة تداول، سوف تتناقص طبقا للمتغيرات في قيمة عوامل المخاطرة العوامل الاربعة لمعيار المخاطر فالسوق هي أسعار الأسهم وأسعار الفائدة وأسعار صرف العملات الأجنبية، وأسعار السلع الأساسية. مخاطر السوق المرتبطة هي:
- مخاطر الاسهم، وخطر أن الأسهم أو مؤشر لاسهم (على سبيل المثال مؤشر الاسهم الاوربيه 50، الخ) تتقلب أسعارها من حين لاخر
- مخاطر أسعار الفائدة، وخطر أن أسعار الفائدة (على سبيل المثال، مؤشر الليبور ومؤشر يوريبور، والتضخم، وغيرها) متقلبة وغير ثابتها
- مخاطر العملة، وخطر أن أسعار صرف العملات الأجنبية (مثل اليورو / الدولار، اليورو / باوند، وغيرها) متقلبة وغير مستقرة
- مخاطر السلع الأساسية، وخطر أن أسعار السلع الأساسية (مثل الذرة والنحاس والنفط الخام، الخ) متقلبة وغير ثابته أيضاً

## قياس كمية الخسارة المحتملة نتيجة لمخاطر السوق
كما هو الحال مع أشكال أخرى من المخاطر، يمكن قياس مبلغ الخسارة المحتملة نظرا لمخاطر السوق بعدد من الطرق أو الاتفاقيات. تقليديا، هناك اتفاقية واحدة لقياس مستوى المخاطرة عقود القيمة المعرضة للخطر تبنى على أساس إدارة المخاطر قصيرة الاجل
ومع ذلك، فإنه يحتوي على عدد من الافتراضات التي تعيق مدى دقتها. الافتراض الأول لتكوين محفظة ما تقاس على ثباتها في مدة محددة على مدى آفاق زمنية قصيرة، يعتبر في كثير من الأحيان هذا الافتراض معقول. ومع ذلك، على افاق زمنية طويلة ربما يكون العديد من مكونات المحفظة قد تغيرت. القيمة المعرضة للمخاطر في محفظة لم تتغير لم تعد ذات صلة.
التقلبات والنهج التاريخي يؤدي إلى حساب القيمة المعرضة للخطر يفترض ن الارتباط التاريخي مستقر ولن تتغير في المستقبل أوتنهار تحت ضغوطات السوق مع مرور الوقت.
وبالإضافة إلى ذلك، الرعاية يجب أن تؤخذ على أساس تداخل التدفقات النقدية، الخيارات الضمنية، والتغيرات في أسعار الصرف وسعر الفائدة العائمة نسبة إلى المراكز المالية في المحفظة. لا يمكن تجاهلها إذا كان تأثيرها كبير.

## تستخدم في التقارير السنوية للشركات الأميركية
في الولايات المتحدة، تم تكليف لجنة الاوراق المالية والبورصات بمتابعة مخاطر السوق في جميع التقارير السنوية المقدمة في النموذج 10-K. إذ يجب على الشركة ان تفصل كيف اعتمدت النتائج الخاصة بها مباشرةً على الأسواق المالية. تم تصميم هذا لاظهار، على سبيل المثال، أحد المستثمرين الذي يعتقد انه يستثمر في شركة الحليب الطبيعي، بينما في الواقع هذه الشركة لها انشطة خلاف نشاط الألبان كالاستثمار في المشتقات المالية المعقدة أو العقود الآجلة لصرف العملات الأجنبية.

## إدارة المخاطر
كل الأعمال تتحمل مخاطر استنادا إلى عنصرين: احتمالية التعرض لظرف سلبي والتكاليف المصاحبة لذلك.

## وصلات خارجية
- إدارة مخاطر السوق عن طريق تحديد الأسعار إلى الأمام نسخة محفوظة 4 مارس 2016 على موقع واي باك مشين.
- كيف صناديق التحوط لحد من التعرض لمخاطر السوق

قالب:Financial risk